# Цісарик Володимир Орестович
Володимир Орестович Цісарик (нар. 3 вересня 1978, Львів) — український скульптор, монументаліст. Автор єдиного в світі пам'ятника Леопольду фон Захер-Мазоху у Львові, який став візитною карткою Львова та з'явився на сторінках «The New York Times».

### Освіта
У 1993—1999 роках — Львівський державний коледж декоративного і ужиткового мистецтва імені Івана Труша, відділ монументально-декоративної скульптури, отримав диплом бакалавра образотворчого мистецтва, з відзнакою. У 1999—2001 роках — Львівська академія мистецтв, кафедра монументально-декоративної скульптури, отримав диплом магістра образотворчого мистецтва, з відзнакою. У 2009 році стажувався у Санкт-Петербурзькому державному академічному інституті живопису, скульптури та архітектури імені І. Ю. Рєпіна  на факультеті підвищення кваліфікації викладачів. У 2015 році стажувався у Флоренції в Accademia di Belle Arti di Firenze на факультеті образотворчого мистецтва і скульптури. 

### Знакові проєкти
Автор першого в Україні пам'ятника іспанському художнику Пабло Пікассо, встановленого 12 червня 2009 року на вулиці Зеленій у Львові біля входу до нічного клубу «Picasso».
31 жовтня 2018 року у Львові на вулиці Городоцькій відбулося відкриття пам'ятника Героям Листопадового чину авторства Володимира Цісарика, що присвячений 100-річчю Листопадового чину і утворенню Західноукраїнської Народної Республіки.
У 2019 році Володимир Цісарик реалізував мистецький проєкт по облаштуванню громадського простору у китайському місті Ченду. В межах міжнародної програми міст-побратимів та партнерів міста Ченду було запрошено сорок скульпторів з тридцяти країн світу, для того щоб розробити проєкти для мистецького наповнення публічного простору нового району. Скульптури Володимира Цісарика «Сильф», «Солар», «Морський коник», «Геліос» встановлені в одному з парків району Тянфу в Ченду, (Китай).
У 2020 році Володимир Цісарик спеціально для обкладинки музичного альбому Тіни Кароль зробив адаптацію скульптури «Сильф». Колаборація скульптора та співачки з'явилась також у відеотрилогії «Найти своих» та на офіційному мерчі. 
У січні 2021 року Володимир Цісарик потрапив у шорт-лист кращих митців світу від міжнародної мистецької платформи Artleove. 
У лютому 2021 року відбулося відкриття пам'ятника Тарасові Шевченку в місті Новий Сад у Сербії авторства Володимира Цісарика.

### Виставки
- 1998 р. — «Мистецтво проти СНІДу» (Львів).
- 2001 р. — Львівський осінній салон «Високий Замок 2001» (Львів).
- 2002 р. — Всеукраїнське триєнале скульптури (Київ).
- 2003 р. — Львівський осінній салон «Високий Замок» (Львів).
- 2005 р. — Вуосаарі Гаус (Гельсінкі, Фінляндія).
- 2006 р. — Львівська скульптура, Мистецтво — амбасадор свободи і демократії (обидві — Львів).
- 2008 р. — Всеукраїнське триєнале скульптури, Київ; Львівський Осінній салон «Високий Замок» (Львів).
- 2009 р. — Виставка сучасного українського мистецтва «Молоді митці з України» (Бухарест, Румунія); «Нюанс» (Львів).
- 2010 р. — Виставка у Національному заповіднику «Софія Київська» (Київ).
- 2012 р. — «Львівські панянки» (Львів).
- 2017 р. — World Art Dubai 2017 (Дубаї, ОАЕ).
- 2017 р. — Готель «Асторія» (Львів).
- 2017 р. — Під зорею Пінзеля. (Львів, Палац Потоцьких).
- 2018 р. — Lviv Art Days (Львів).
- 2018 р. — International Sister Cities (Ченду, Китай).
- 2019 р. — Lviv Art Days (Львів).
- 2019 р. — «Натхненні Пінзелем» (Львівський національний академічний театр опери та балету імені Соломії Крушельницької).

### Основні монументальні твори
- 2000 р. — Пам'ятний знак «Мілленіум» (Гіткот Бойс, Англія).
- 2007 р.:
  - Мельпомена і Полігімнія. Фігури муз для скульптурного саду в Національному історико-культурному заповіднику «Гетьманська столиця» у Батурині.
  - Створення моделі лева для Львівського параду левів.
- 2008 р.:
  - Пам'ятник Леопольду фон Захер-Мазоху для міста Львова.
  - Пам'ятник винахідникам гасової лампи Яну Зегу та Ігнасію Лукасевичу у місті Львові.
- 2009 р.:
  - Пам'ятник Пабло Пікассо у місті Львові.
  - Пам'ятник загиблим шахтарям у місті Червоноград (співавтор — заслужений художник України Іванов С. І.).
  - Пам'ятник Францу Йосифу І у місті Чернівці (співавтор — заслужений художник України Іванов С. І.).
  - погруддя Ксавера Моцарта для Львівської національної музичної академії імені М. Лисенка.
- 2010 р.:
  - Пам'ятник львівському сажотрусу.
  - Пам'ятник Григорію Артинову у місті Вінниці.
  - Пам'ятник Володимиру Винниченку у місті Кропивницькому.
  - Монумент «Єдина Європа» у місті Миколаєві (співавтор — заслужений художник України Іванов С. І.).
- 2011 р. — Пам'ятник львівським броварям.
- 2013 р.:
  - Погруддя Генріху Нейгаузу у місті Кропивницькому[11].
  - Архітектурно-скульптурна композиція «Студентство» на площі поруч з Центральноукраїнським національним технічним університетом у місті Кропивницькому (за проєктом архітектора В. Кривенка).
- 2014 р. — скульптурна композиція пивовар з діжкою, встановлена до 300-літнього ювілею від дня заснування Львівської пивоварні біля входу до Головного залізничного вокзалу у місті Львові[12].
- 2015 р. — Пам'ятник Небесній сотні (Миколаїв).
- 2016 р. — погруддя Шмуела Аґнона (Бучач, архітектор Дмитро Садовий).
- 2018 р.:
  - Пам'ятник Героям Листопадового чину у Львові (співавтор — архітектор Дмитро Садовий).
  - Пам'ятник Захисникам України (Фастів).
  - Пам'ятник Розі Ауслендер (Чернівці).
- 2019 р.:
  - Скульптури «Сильф», «Солар», «Морський коник», «Геліос» (Ченду, Китай).
  - Пам'ятник Йозефу Роту (Броди)[13].

## Монументи

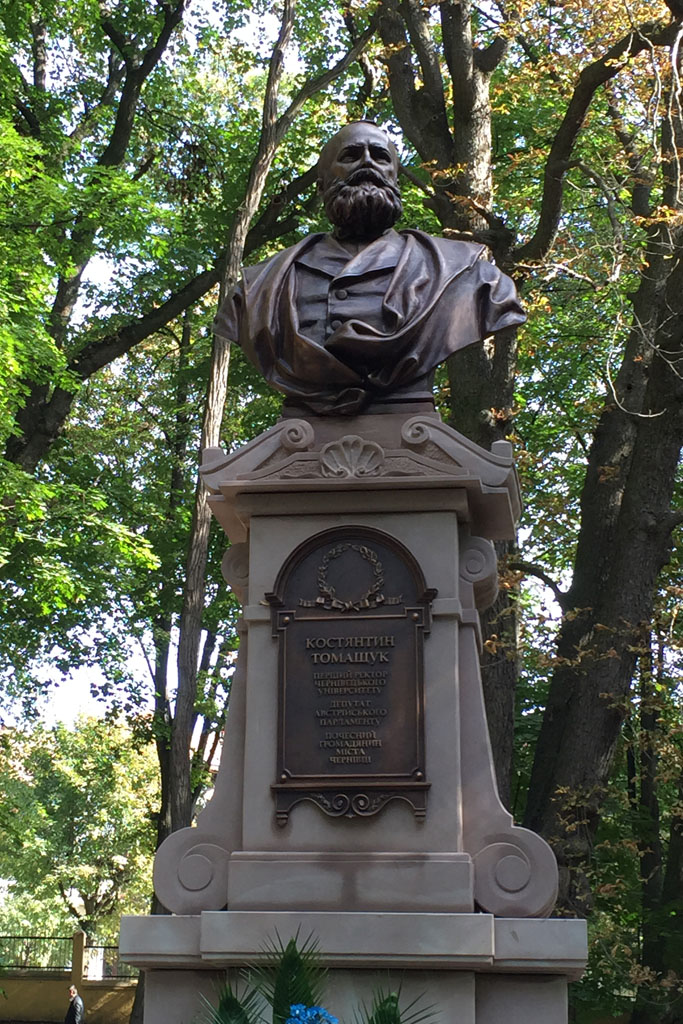
Пам’ятник Костянтину Томащуку
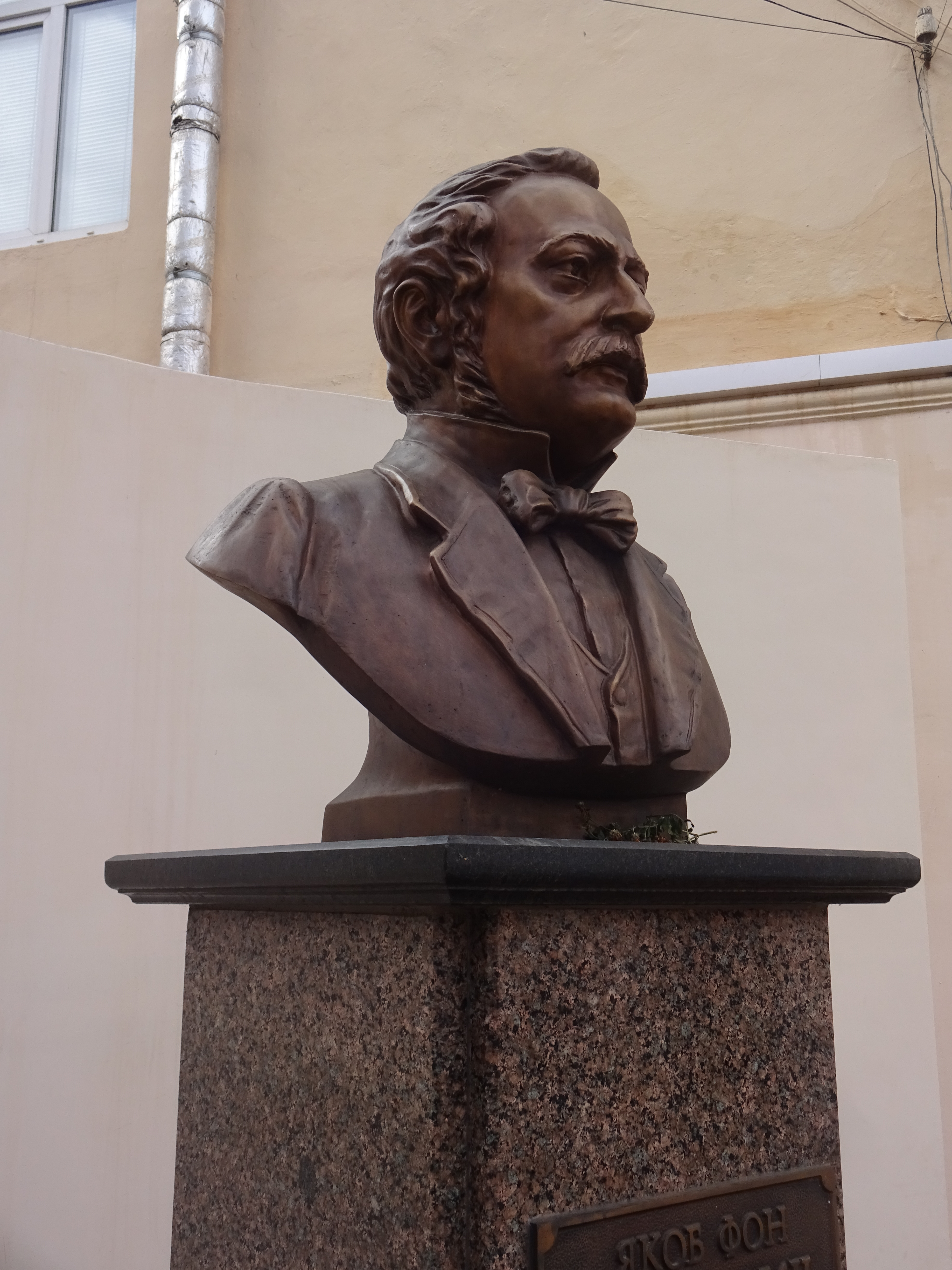
Пам’ятник Якобу фон Петровичу
Пам'ятник Григорію Артинову
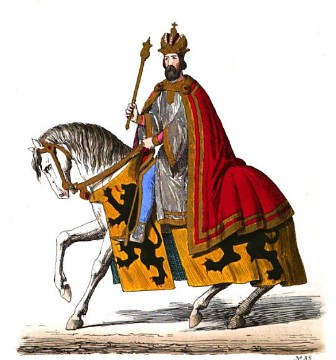
Пам'ятник Францу Йосифу І
Пам'ятник Леопольду фон Захер-Мазоху
Пам'ятний знак «Мілленіум»
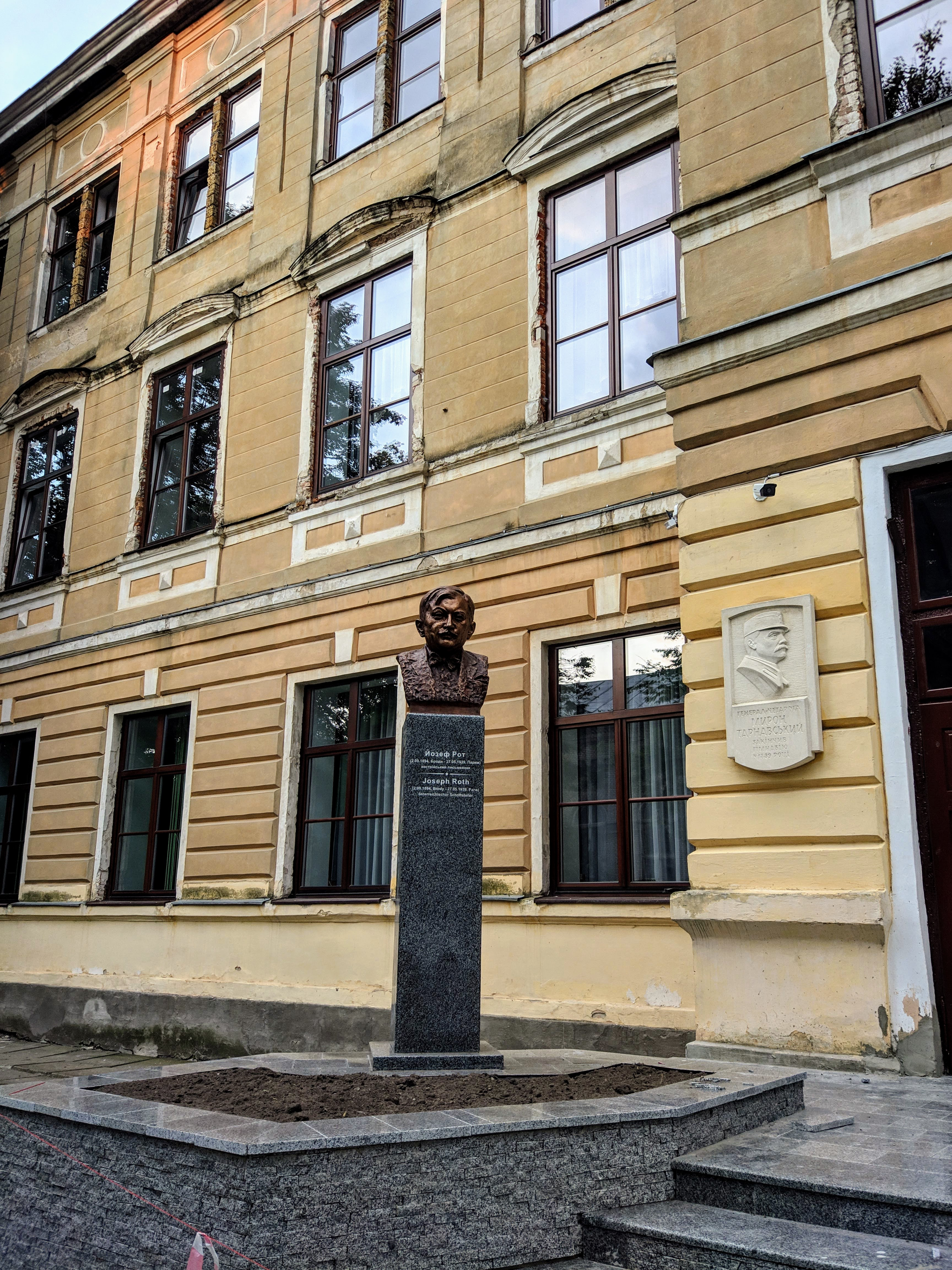
Бронзове погруддя Йозефу Роту
Пам'ятник Героям Листопадового чину у місті Львів
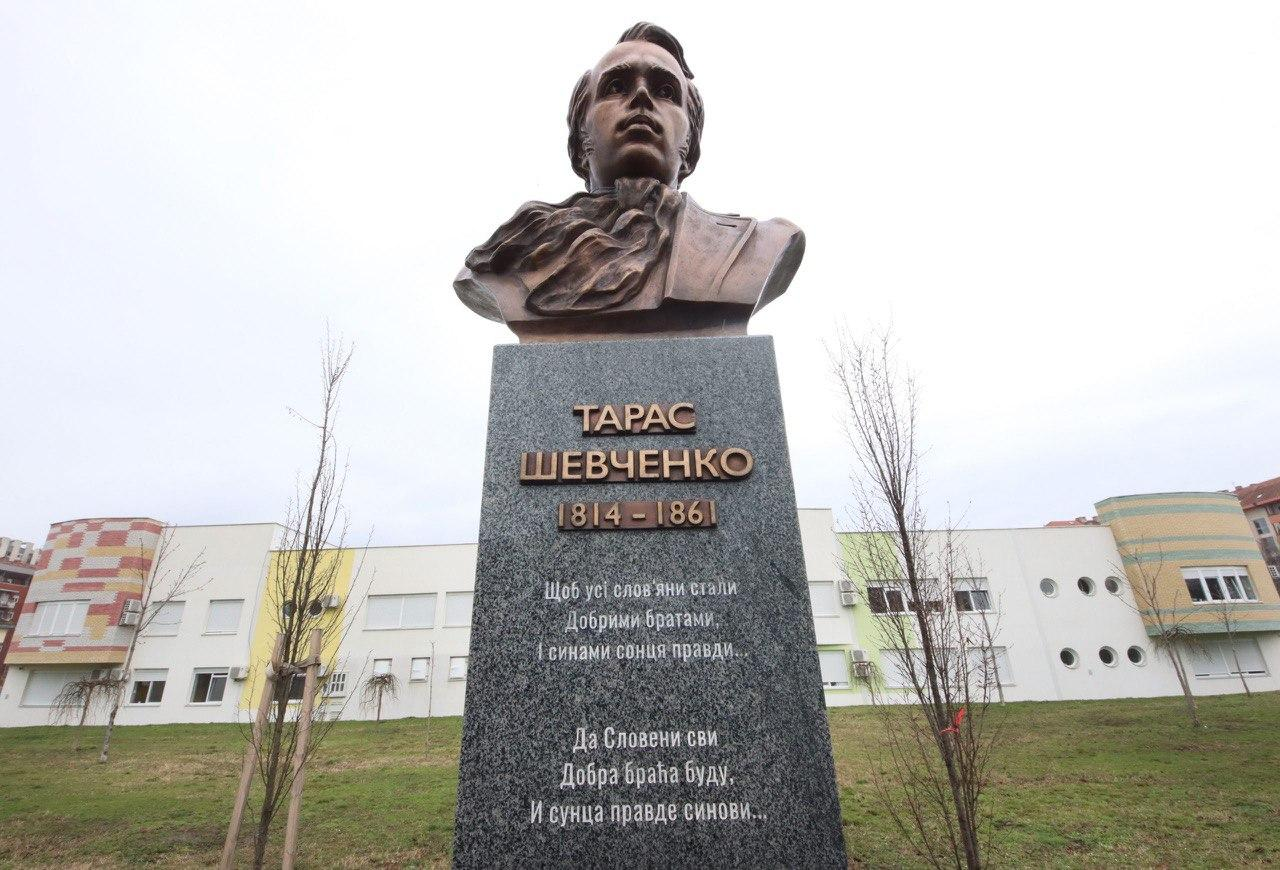
Пам'ятник Тарасу Шевченку в Новий Сад (Сербія)
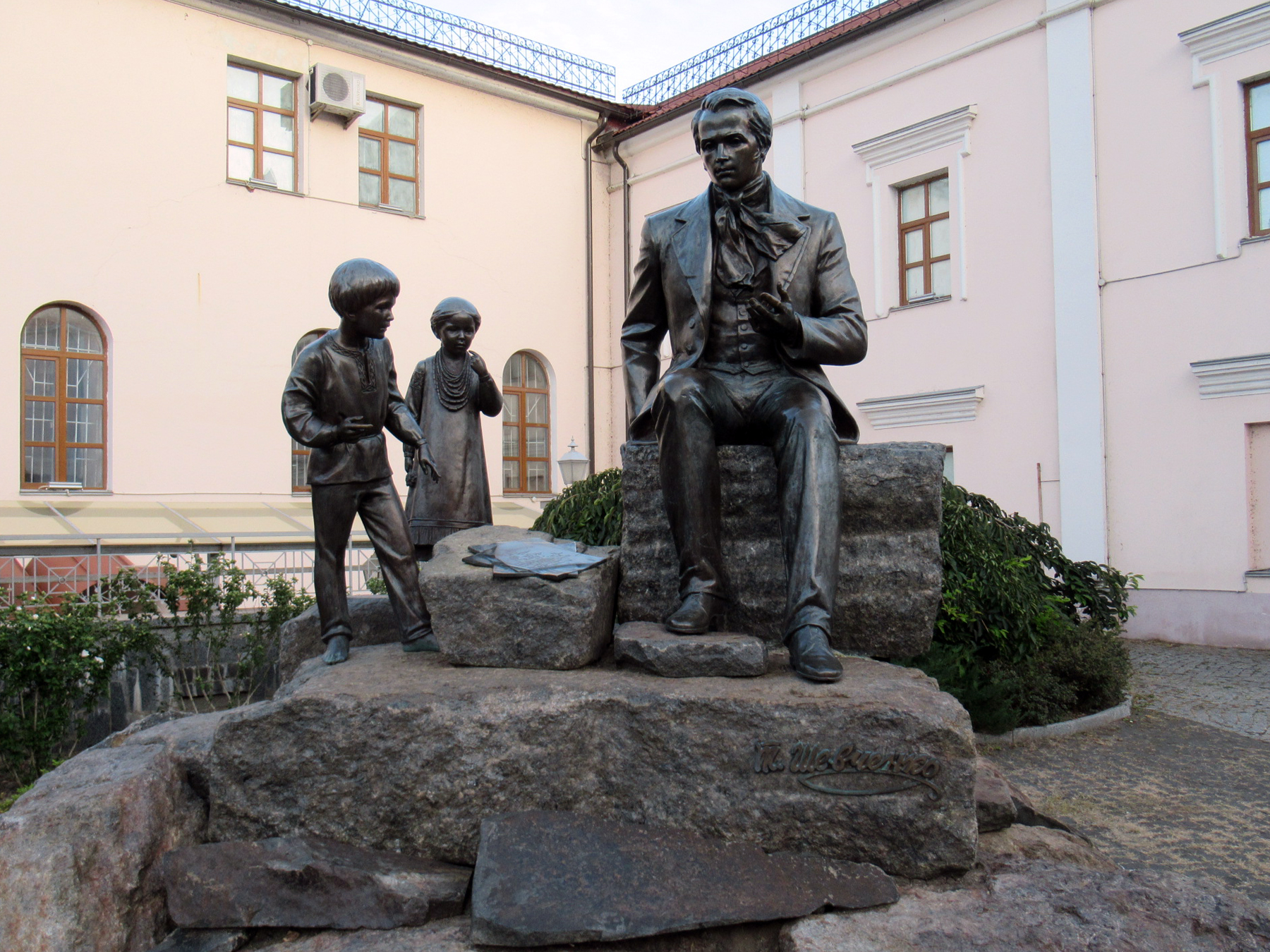
Пам'ятник молодому Тарасу Шевченку у Вінниці, 2014

## Меморіальні таблиці
або Стіна гончарної слави, Опішня, Україна.

Цісарик В.О. Кераміст Федір Чирвенко, Опішня.
Цісарик В.О. Кераміст Осип Білоскурський, Опішня.
Цісарик В.О. Художниця з кераміки Мотрона Назарчук.